# Wolfgang Zdral
Wolfgang Zdral (Núremberg, 1958) es un escritor y periodista alemán.

## Biografía
Creció en Alta Baviera. Estudió economía, política y ciencias de la comunicación y se graduó en la Deutsche Journalistenschule. Ha trabajado para las publicaciones Wirtschaftswoche y Capital. Reside en Múnich.

## Obra
- Spekulieren wie die Profis. Die besten Anlagestrategien der Welt, 2000
- Erfolgreich investieren am Neuen Markt. Das Praxisbuch für Einsteiger, 2000
- Arbeit… Auszeit… Ausstieg, 2002
- Der finanzierte Aufstieg des Adolf H, 2002
- Die Lederhosen AG. Was Sie schon immer über den FC Bayern wissen wollten, 2004
- Die Hitlers. Die unbekannte Familie des Führers, 2005
- Tartufo. Roman, 2007
- Tartufo Mortale. Roman; Leonardos zweiter Fall, 2008

### Documentales
- Die Hitlers. Eine Familiengeschichte 2005